# Глебов, Александр Александрович
Александр Александрович Глебов (1907—1967) — советский баскетболист. Заслуженный мастер спорта СССР (1946). Судья всесоюзной категории (1956). Отличник физической культуры (1954).

## Биография
Начал играть в 1923 году в Одессе в команде Ленинского района, затем в командах «Динамо» (Одесса) и «Спартак» (Одесса). С 1924 по 1948 год — игрок сборной Одессы. В 1936 году участвовал в играх сборной СССР.
- Чемпион Украинской ССР (1927, 1934-36).
- Победитель Спартакиады народов УССР (1945).
- Победитель ЦС ДСО «Спартак» (1940).
- Бронзовый призёр первенства ЦС ДСО «Спартак» (1936-38).

Тренировал юношей Ленинского района Одессы — 1925-30, сборную Одессы — 1930-33 и «Спартак» (Одесса). Председатель баскетбольной секции — 1935-37, 1962-67. Директор детской спортивной школы № 1 г. Одесса.
Умер в 1967 году, похоронен на II христианском кладбище в Одессе.